# Bengt Stillström
Bengt Erik Arne Stillström, född 29 oktober 1943, är en svensk entreprenör.
Bengt Stillstöm utbildade sig till civilingenjör på Kungliga Tekniska Högskolan i Stockholm och startade vid 31 års ålder investmentbolaget AB Traction år 1974.
Bengt Stillström med familj och bolag är fortfarande huvudägare i AB Traction, som är maktbolag i Stillström-sfären. I denna ingår bland annat Softronic, Hifab Group, OEM International, BE Group, Nilörngruppen och Drillcon. Sonen Petter Stillström är sedan 2001 VD för Traction.
Traction äger genom ett dotterlag nättidningen Sourze, där Bengt Stillström medverkar som skribent.